# Plerguer
Plerguer (bret. Plergar) – miejscowość i gmina we Francji, w regionie Bretania, w departamencie Ille-et-Vilaine.
Według danych na rok 1990 gminę zamieszkiwały 1853 osoby, a gęstość zaludnienia wynosiła 92 osoby/km² (wśród 1269 gmin Bretanii Plerguer plasuje się na 340. miejscu pod względem liczby ludności, natomiast pod względem powierzchni na miejscu 497.).